# Meurtres d'Alison Parker et Adam Ward
 (décembre 2022).
Si vous disposez d'ouvrages ou d'articles de référence ou si vous connaissez des sites web de qualité traitant du thème abordé ici, merci de compléter l'article en donnant les références utiles à sa vérifiabilité et en les liant à la section « Notes et références ».
Le 26 août 2015 à Roanoke (Virginie), la journaliste Alison Parker et le cadreur Adam Ward sont abattus en direct sur la chaîne de télévision locale WDBJ7 lors de l'interview de Vicky Gardner, directrice exécutive de la chambre de commerce locale. Alors que la journaliste pose des questions à Vicky Gardner des premiers coups de feu éclatent, s'ensuivent les cris horrifiés de la journaliste qui abandonne le cadreur, Adam Ward, déjà mort de trois balles dans le dos. La journaliste tente de fuir, mais elle est froidement abattue. La scène est filmée en direct sur le plateau et aussi sur Facebook. Le crime est visionné en direct par 24 567 personnes.
L'auteur des coups de feu est identifié comme étant Vester Lee Flanagan, connu également sous son pseudonyme professionnel de Bryce Williams, un ancien journaliste de WDBJ. La chaîne l'avait licencié pour comportement inapproprié en 2013. Après une chasse à l'homme d'environ cinq heures, Flanaghan tente de se suicider lors d'une course poursuite avec la police en pleine rue et meurt ensuite à l'hôpital.
Le film du double crime enregistré par le meurtrier et qu'il diffuse sur les réseaux sociaux pose la question de l'automaticité du visionnage des vidéos imposée aux usagers.

## Déroulement des faits
Lors de la matinale d'informations, Parker et Ward interviewent Gardner en direct de la Bridgewater Plaza à Moneta (Virginie) à l'occasion du cinquantième anniversaire du Smith Mountain Lake, situé à 42 kilomètres au sud-est de Roanoke. Des coups de feu éclatent à 6h46 (heure locale) : huit d'entre eux au moins sont audibles. S'ensuivent des cris, la caméra de Ward chute au sol en montrant brièvement l'image de Flanagan brandissant un pistolet Glock de 9mm. Le réalisateur bascule alors l'image sur le studio où officie Kimberly McBroom.
Parker et Ward meurent sur place, tandis que Gardner, transportée aux urgences de l'hôpital de Roanake, survit à ses blessures dans le dos. Les autopsies ont montré que Parker a été touchée à la tête et à la poitrine tandis que Ward est mort de blessures à la tête et au torse. Il est établi que quinze coups de feu ont été tirés en tout.
Le visionnage de la vidéo tournée par la caméra de Ward au moment de sa chute a permis aux employés de la chaîne d'identifier Flanagan comme le tireur présumé, et ils alertent aussitôt la police. À 8h23, Flanagan envoie un fax à ABC News puis lui téléphone brièvement après 10h00, avouant être l'auteur du double meurtre. La police utilise les données de son téléphone portable pour le localiser.
Ayant abandonné sa Ford Mustang à l'aéroport de Roanoke, Flanagan se met au volant d'une voiture de location dont la plaque est reconnue à 11h20 par le radar d'une voiture de police. Après une course poursuite de quelques kilomètres, la voiture de Flanagan sort de la route. Flanagan est retrouvé à l'intérieur, atteint de blessures par balles qu'il s'est apparemment lui-même infligé alors qu'il conduisait. Transporté à l'hôpital de Falls Church, il est déclaré mort à 13h26.

## Victimes
- Alison Parker (19 août 1991 – 26 août 2015)[2],[3],[4],[5] morte sur les lieux de la fusillade.
- Adam Ward (10 mai 1988 – 26 août 2015)[6],[7],[4],[8] mort sur les lieux de la fusillade.
- Vicki Gardner, la personne interrogée, a survécu à une blessure par balle. Originaire d'Union Springs, New York, elle est la directrice exécutive de la Chambre régionale de commerce de Mountain Lake Smith depuis 2002[9]. Après une intervention chirurgicale[9],[10],[11],[12], l'état de Gardner est stable et elle peut sortir de l'hôpital le 8 septembre[13].

## Meurtrier
Vester Lee Flanagan (né le 8 octobre 1973), connu également sous le pseudonyme de Bryce Williams dans son milieu professionnel, est né à Oakland en Californie. Il fréquente l'université de San Francisco et y obtient un diplôme dans l'audiovisuel en 1995. Dès 1993, il avait intégré une filiale de CBS à San Francisco pour y être assistant de production et rédacteur pour les journaux du week-end. Il est un temps acteur et mannequin avant d'entamer sa carrière de journaliste.
Celle-ci démarre en 1997 lorsqu'il est recruté par une filiale de CBS à Savannah en Géorgie, où il reste jusqu'en 1999. Puis il passe un an dans une filiale de NBC à Tallahassee en Floride, où il se plaint de remarques déplacées de ses collègues sur son orientation sexuelle. L'un de ses anciens collègues, journaliste sportif, a raconté plus tard que Flanagan avait agressé verbalement deux collègues féminines à différentes occasions parce qu'elles avaient pointé des problèmes dans ses reportages, et que plusieurs photographes avait tenté d'éviter de travailler sur les mêmes sujets que lui en raison de son comportement de « diva ». Licencié en mars 2000 pour comportement inapproprié, Flanagan, qui est afro-américain, intente un procès à la chaîne pour discrimination raciale, mais celle-ci disparaît en novembre de la même année en raison de la faiblesse des audiences. Flanagan travaille ensuite dans une filiale de CBS à Greenville, en Caroline du Nord, de 2002 à 2004, puis travaille un peu dans une filiale d'ABC à Midland au Texas.
Il est recruté le 19 avril 2012 par WDBJ, où il exerce sa profession sous le nom de Bryce Williams. La direction de la chaîne considère que sa nouvelle recrue est un reporter expérimenté malgré les conflits qui l'ont opposé à d'autres journalistes. Cependant, dès juillet 2012, le directeur de l'information demande à Flanagan de consulter les services médicaux après des plaintes de collègues qui ont dit se sentir mal à l'aise, voire effrayés, lorsqu'ils travaillent avec lui.
Il est licencié par WDBJ le 1er février 2013 en raison de son comportement. D'après un ancien collègue, Flanagan serait entré dans une violente colère en l'apprenant, à tel point que les autres journalistes ont été placés dans une pièce en attendant que la police l'escorte vers la sortie. Il semble que Ward l'ait filmé à ce moment-là, provoquant une altercation entre les deux hommes. Flanagan aurait aussi jeté une croix de bois (crucifix ?) à son directeur en disant « tu en as besoin ». La chaîne renforce par la suite la sécurité de ses employés et leur demande d'appeler la police si Flanagan revenait. Ce dernier dépose une plainte contre son employeur, une nouvelle fois pour discrimination raciale, et il aurait cité nommément Parker. La plainte est classée sans suite.
Après cet épisode, Flanagan trouve du travail dans un centre d'appels d'une assurance-santé au sein duquel il a une nouvelle altercation avec une collègue. L'un de ses voisins d'immeuble le décrit comme une personne arrogante et désagréable avec les gens qu'il côtoie. Il se fait remarquer en lançant des crottes de chat sur les logements des voisins avec qui il est en mauvais termes.